# Niełaz
Niełaz (Dasyurus) – rodzaj ssaków z podrodziny niełazów (Dasyurinae) w obrębie rodziny niełazowatych (Dasyuridae).

## Zasięg występowania
Rodzaj obejmuje gatunki występujące w Australii i na Nowej Gwinei.

## Morfologia
Długość ciała samic 24,1–45 cm, długość ogona samic 21–41 cm, długość ciała samców 22,8–75,9 cm, długość ogona samców 21,2–55 cm; masa ciała samic 0,24–2,5 kg, samców 0,34–5 kg.

## Systematyka
Rodzaj zdefiniował w 1796 roku francuski przyrodnik Étienne Geoffroy Saint-Hilaire w rozprawie doktorskiej na temat torbaczy, opublikowanej na łamach Magasin Encyclopédique. Geoffroy Saint-Hilaire nie wyznaczył gatunku typowego; w ramach późniejszego oznaczenia w 1888 roku angielski zoolog Oldfield Thomas na typ nomenklatoryczny wyznaczył niełaza plamistego (D. viverrinus).

### Etymologia
- Dasyurus (Dasurus): gr. δασυς dasus ‘włochaty, kudłaty’; ουρα oura ‘ogon’[13].
- Nasira: etymologia niejasna, Harvey nie podał znaczenia nazwy rodzajowej[3]. Gatunek typowy (późniejsze oznaczenie monotypowe): Didelphis Viverrina G. Shaw, 1800[14].
- Dasyurinus: rodzaj Dasyurus É. Geoffroy Saint-Hilaire; łac. przyrostek -inus ‘należący do, odnoszący się do’[15][4]. Gatunek typowy (oryginalne oznaczenie): Dasyurus geoffroii Gould, 1841.
- Dasyurops: rodzaj Dasyurus É. Geoffroy Saint-Hilaire; ωψ ōps, ωπος ōpos ‘wygląd’[16][4]. Gatunek typowy (oryginalne oznaczenie): Viverra maculata Kerr, 1792.
- Notoctonus: gr. νοτος notos ‘południe’[17]; κτονος ktonos ‘morderca’, od κτεινω kteinō ‘mordować, zabijać’[18]. Gatunek typowy (oryginalne oznaczenie): Dasyurus geoffroii Gould, 1841.
- Satanellus: gr. Σατανας Satanas ‘Szatan’[19]; łac. przyrostek zdrabniający -ellus-a-um[20]. Gatunek typowy (oryginalne oznaczenie): Dasyurus hallucatus Gould, 1842.
- Stictophonus: gr. στικτος stiktos ‘cętkowany, plamisty’, od στιζω stizō ‘tatuować’[21]; φωνη phōnē ‘głos, dźwięk’, od φωνεω phōneō ‘mówić’[22]. Gatunek typowy (oryginalne oznaczenie): Viverra maculata Kerr, 1792.

### Podział systematyczny
Do rodzaju należą następujące występujące współcześnie gatunki:
| Grafika | Gatunek                | Autor i rok opisu | Nazwa zwyczajowa       | Podgatunki   | Rozmieszczenie geograficzne                                                  | Podstawowe wymiary (DC – długość ciała; DO – długość ogona; MC – masa ciała) | Status IUCN |
| ------- | ---------------------- | ----------------- | ---------------------- | ------------ | ---------------------------------------------------------------------------- | ---------------------------------------------------------------------------- | ----------- |
|         | Dasyurus hallucatus    | Gould, 1842       | niełaz północny        | monotypowy   | północno-zachodnia, północna i północno-wschodnia Australia                  | DC: 25–37 cm; DO: 20–34 cm; MC: 0,24–1,1 kg                                  | EN          |
|         | Dasyurus maculatus     | (Kerr, 1792)      | niełaz wielki          | 2 podgatunki | północno-wschodnia, wschodnia i południowo-wschodnia Australia oraz Tasmania | DC: 31–76 cm; DO: 28–55 cm; MC: 0,8–5 kg                                     | NT          |
|         | Dasyurus albopunctatus | Schlegel, 1880    | niełaz białoplamkowany | monotypowy   | Nowa Gwinea (Indonezja i Papua-Nowa Gwinea)                                  | DC: 23–35 cm; DO: 21–29 cm; MC: 520–710 g                                    | NT          |
|         | Dasyurus viverrinus    | (G. Shaw, 1800)   | niełaz plamisty        | monotypowy   | Tasmania i Wyspa Bruny                                                       | DC: 28–45 cm; DO: 17–28 cm; MC: 0,7–1,9 kg                                   | EN          |
|         | Dasyurus geoffroii     | Gould, 1841       | niełaz eukaliptusowy   | 2 podgatunki | południowo-zachodnia Australia                                               | DC: 26–40 cm; DO: 21–35 cm; MC: 0,6–2,2 kg                                   | NT          |
|         | Dasyurus spartacus     | Van Dyck, 1987    | niełaz spiżowy         | monotypowy   | południowa Nowa Gwinea (Indonezja i Papua-Nowa Gwinea)                       | DC: 30–38 cm; DO: 28–28 cm; MC: około 684 g                                  | NT          |

Kategorie IUCN:  NT  – gatunek bliski zagrożenia,  EN  – gatunek zagrożony.
Opisano również gatunek wymarły z pliocenu Australii:
- Dasyurus dunmalli Bartholomai, 1971